# Michael Baker
Michael Allen Baker (Memphis, 27 oktober 1953) is een voormalig Amerikaans ruimtevaarder. Baker zijn eerste ruimtevlucht was STS-43 met de spaceshuttle Atlantis en vond plaats op 2 augustus 1991. Tijdens de missie werd de vierde Tracking and Data Relay satelliet (TDRS-E) in een baan rond de aarde gebracht.
Baker maakte deel uit van NASA Astronaut Group 11. Deze groep van 13 astronauten begon hun training in juni 1985 en werden in juli 1986 astronaut. In totaal heeft Baker vier ruimtevluchten op zijn naam staan, waaronder een missie naar het Russische ruimtestation Mir. In 2008 verliet hij NASA en ging hij als astronaut met pensioen. 